# Visočica (Velebit)
Visočica (1.615 m) je jedan od najznačajnijih vrhova Velebita. Nalazi se na jugoistočnom kraku planine, nad strmom ličkom padinom Velebita i pripada u vrhunce Južnog Velebita. Najbliži grad mu je na ličkoj strani Gospić i u njemu djeluje planinarsko društvo s istim imenom kao i vrh.
Ispod vrha, na granici šumskog pojasa, nalaze se ruševni ostaci Gojtanova doma koji je 1991. spaljen u Domovinskom ratu. Nekad je bio omiljena točka planinara, a danas je tik do ruševine doma zapušteno planinarsko sklonište koje može poslužiti samo kao zaklon od jakog nevremena.
Izvanredan je pogled s vrha na Ličko polje i smatra se jednim od najljepših vidikovaca na cijelom Velebitu.
Područje Visočice ima izminmo bogatu floru, na njoj pronađeno i opisano oko 500 različitih biljnih vrsta.

## Vanjske poveznice
- Galerija fotografija Visočice  Arhivirana inačica izvorne stranice od 21. veljače 2006. (Wayback Machine)